# Соболев, Николай Константинович
Николай Константинович Соболев (1904, Керчь, Таврическая губерния — 1985, Ростов-на-Дону) — советский виноградарь и винодел, хозяйственный и политический деятель.

## Биография
Родился в 1904 году в Керчи. Член КПСС.
В 1914—1924 годах рабочий виноградников барона Шталя, рабочий виноградников Балаклавского агрономического центра.
Окончил Севастопольскую облсовпартшколу, Ялтинский (Никитский) техникум южных спецкультур.
В 1928—1937 годах — виноградарь, винодел, автор марочного вина «Рислинг Алькадар», директор виноградарского совхоза им. Софьи Перовской Крымской АССР. В 1937—1942 годах директор винодельческого комбината «Массандра».
Участник Великой Отечественной войны: руководитель успешной эвакуации коллекции вин комбината, организатор снабжения партизанских отрядов Крыма.
В 1942—1944 годах участник восстановления, директор винодельческого комбината «Абрау-Дюрсо». В 1944—1950 годах директор винодельческого комбината «Массандра». В 1951—1952 годах директор Бессарабского комбината шампанских вин.
По ложному обвинению арестован, осужден, реабилитирован.
В 1953—1955 годах главный виноградарь, в 1955—1969 годах начальник объединения «Донвино». В 1969—1985 годах главный консультант объединения «Донвино».
Умер в 1985 году в Ростове-на-Дону.

## Награды
- Орден Ленина (1942, 1949, 1968)
- Орден Отечественной войны II степени (1944, 1985)